# Anagyrus orbitalis
Anagyrus orbitalis is een vliesvleugelig insect uit de familie Encyrtidae. De wetenschappelijke naam is voor het eerst geldig gepubliceerd in 1941 door Timberlake.